# Carrascal (Surigao del Sur)
Carrascal es un municipio filipino de cuarta categoría, situado en la parte nordeste de la isla de Mindanao. Forma parte de  la provincia de Surigao del Sur situada en la Región Administrativa de Caraga, también denominada Región XIII. Para las elecciones está encuadrado en el Primer Distrito Electoral.

## Geografía
Municipio situado 42 km al noroeste  de la ciudad de Tandag,  capital de la provincia.
Se trata del municipio más septentrional de la provincia, linda al norte con el municipio de Claver, provincia de Surigao del Norte; al sur con el de Cantilán; al este con la bahía de Carrascal en el mar de Filipinas, donde se encuentran las islas de Puyo (Puyu Island) y de Ludgurán (Lugduron Island), ambas pertenecientes al barrio de Bon-ot; y al oeste con las provincias de Agusán del Norte, municipios de Jabonga y de Santiago, y de Agusán del Sur, municipio de Sibagat.
Forma parte del CarCanMadCarLan, agrupación de cinco municipios: Carrascal, Cantilán, Madrid, Carmen y Lanuza.

### Barrios
El municipio  de Carrascal se divide, a los efectos administrativos, en 14 barangayes o barrios, conforme a la siguiente relación:
| - Adlay - Babuyán - Bacolod - Baybay (Población) | - Bon-ot - Caglayag - Dahicán - Doyos (Población) | - Embarcadero (Población) - Gamutón - Panikián | - Pantukán - Saca (Población) - Tag-Anito |

### Demografía
Tal como consta en el censo del año  2000 la provincia contababa con una población de 13,157 personas que habitaban 2,756 hogares.

## Historia
El actual territorio de la provincia de Surigao del Sur  fue parte de la provincia de Caraga durante la mayor parte de la Capitanía General de Filipinas (1520-1898).
Así, a principios del siglo XX la isla de Mindanao se hallaba dividida en siete distritos o provincias.

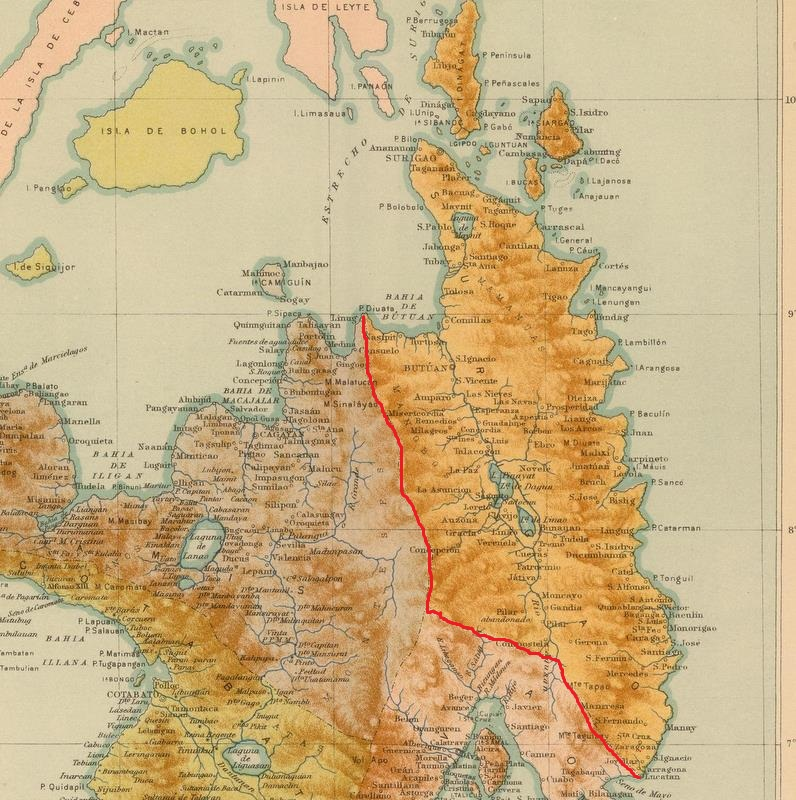
Provincia de Surigao en 1899.

El Distrito 3º de Surigao, llamado hasta 1858  provincia de Caraga, tenía por capital el pueblo de Surigao e incluía la  Comandancia de Butuan.
Uno de sus pueblos era Cantilán de 12,240 habitantes con las visitas de Lanuza y Carrascal;
Durante la ocupación estadounidense de Filipinas  fue creada la provincia de Surigao, siendo Carrascal uno de sus 14  municipios.
El 18 de septiembre de 1960 la provincia de Surigao fue dividida en dos: Surigao del Norte y Surigao del Sur.
Babuyán, Dahicán y Caglayag pasaron a convertirse en barrios el año 1956.